# Andreï Okounkov
Andreï Iourievitch Okounkov (en russe : Андрей Юрьевич Окуньков) est un mathématicien russe né le 26 juillet 1969 à Moscou. Il a enseigné dans plusieurs universités américaines.
Il a reçu le prix de la Société européenne de mathématiques en 2004 et, en 2006, la médaille Fields.

## Travail
Okounkov obtient un doctorat en mathématiques de l'université de Moscou. En 2000, il décroche une bourse Sloan.
Il a travaillé sur la théorie des représentations des groupes symétriques infinis, les partitions planes et la cohomologie quantique (en) du schéma de Hilbert (en) des points du plan projectif. La majeure partie de son travail sur les schémas de Hilbert est en collaboration avec Rahul Pandharipande.
Okounkov, avec Pandharipande, Nikita Nekrasov (en) et Davesh Maulik, a formulé des conjectures importantes reliant les invariants de Gromov-Witten (en) et les invariants de Donaldson-Thomas (en) pour les variétés de Calabi-Yau de dimension 3. La médaille Fields lui a été attribuée  « pour ses contributions qui font le pont entre probabilités, théorie des représentations et géométrie algébrique ».

## Publications
- (en) Aganagić, Mina, Frenkel, Edward et Okounkov, Andreï, « Correspondance Quantum q-Langlands », arXiv,‎ 2017 (Bibcode 2017arXiv170103146A, arXiv 1701.03146).